# Liam van Gelderen
Liam van Gelderen, né le 23 mars 2001 à Zaandam aux Pays-Bas, est un footballeur international surinamien, d'origine néerlandaise, qui joue au poste de défenseur au RKC Waalwijk.

## Biographie

### En sélections nationales
Avec les moins de 17 ans, il participe au championnat d'Europe des moins de 17 ans en 2018. Lors de cette compétition, il est titulaire et joue six matchs. Il officie comme capitaine contre la Serbie en phase de poule, et marque un but contre l'Irlande en quart. Les Pays-Bas remportent le tournoi en battant l'Italie en finale après une séance de tirs au but.

## Palmarès

### En sélections nationales
- Vainqueur du championnat d'Europe des moins de 17 ans en 2018 avec l'équipe des Pays-Bas des moins de 17 ans